# Obraz (technika)
Obraz – sygnał dwuwymiarowy, rzadziej trójwymiarowy. W tym ujęciu, obraz jest formalnym opisem tego, co rozumiemy intuicyjnie pod tym pojęciem (np. obraz telewizyjny, obraz fotograficzny czy obraz powstały na siatkówce oka). 

## Matematyczny opis obrazów
Obraz jest modelowany przy użyciu funkcji f (tzw. funkcji obrazu) dwóch lub trzech zmiennych, oznaczanych najczęściej odpowiednio f(x,y) i f(x,y,z). Zarówno dziedzina jak i zbiór wartości funkcji obrazu może być ciągła lub dyskretna. W przypadku dziedziny dyskretnej mamy do czynienia z obrazem rastrowym. Obraz rastrowy o dyskretnym zbiorze wartości nosi nazwę obrazu cyfrowego. Obrazy cyfrowe są szczególnie popularne w grafice komputerowej ze względu na możliwość wygodnego przechowywania ich w pamięci komputerowej. 
Punktom obrazu funkcja f przypisuje wartości odpowiadające kolorom. Zbiór wszystkich możliwych wartości funkcji obrazu to paleta. Samą wartość funkcji obrazu określa się jako jasność, choć często obraz może przedstawiać również inne wielkości fizyczne, np. temperaturę (obrazy termowizyjne) czy stopień przenikliwości promieniowania (obrazy rentgenowskie). Obraz, który przyjmuje tylko dwie możliwe wartości, to obraz binarny (takim obrazem jest np. cień). Jeśli wartościami obrazu są różne odcienie jednej barwy (zwykle szarości), mamy do czynienia z obrazem monochromatycznym.

## Źródła obrazów
Obrazy można ogólnie podzielić na rzeczywiste i wirtualne. Obrazy rzeczywiste są reprezentacją realnych obiektów, powstają w wyniku ich oddziaływania na czułą na to oddziaływanie powierzchnię, będącą miejscem powstania obrazu. Obrazy wirtualne są natomiast efektem ludzkiej wyobraźni – przykładem może być obraz stworzony przy użyciu programu graficznego. Bardzo często spotykane są formy pośrednie, powstałe w wyniku modyfikacji obrazów rzeczywistych.
W obrazach rzeczywistych oddziaływanie może być przez obiekt wyemitowane, odbite lub przepuszczone. Dawniej jedyną formą tworzenia obrazów było oddziaływanie mechaniczne, np. odcisk. Obecnie podstawą większości współczesnych technik obrazowania jest promieniowanie elektromagnetyczne o różnej długości fal. Najczęściej spotykaną jest fotografia, będąca efektem działania fal światła widzialnego na światłoczułą powierzchnię, taką jak błona fotograficzna (fotografia tradycyjna) lub matryca CCD (fotografia cyfrowa). W jej wyniku powstaje obraz analogiczny do tego, który uzyskujemy dzięki działaniu naszego wzroku. Nie zawsze jednak istotna informacja o obiekcie jest przenoszona przez światło widzialne. Dlatego stosuje się inne formy oddziaływania elektromagnetycznego, takie jak promieniowanie rentgenowskie (zdjęcia rentgenowskie) lub promieniowanie podczerwone (termografia). Oddziaływanie elektromagnetyczne ma istotną przewagę nad oddziaływaniem mechanicznym, gdyż nie wymaga styczności z obrazowanym obiektem. Urządzenia produkujące obrazy (aparaty fotograficzne, kamery, skanery) mogą posiadać dodatkowo elementy optyczne, mechaniczne lub elektroniczne, które umożliwiają rejestrację obrazu i poprawiają jego jakość.
Rzeczywiste obrazy trójwymiarowe przykładowo powstają przy zastosowaniu tomografii, np. tomografia rezonansu magnetycznego. Inne techniki, np. holografia, nie dają w istocie w pełni trójwymiarowej informacji o obiektach, a jedynie „efekt 3D”.

## Powstawanie obrazów
Dwuwymiarowy obraz trójwymiarowej sceny powstaje w wyniku  projekcji perspektywicznej. Jest to projekcja stratna, gdyż tracimy informację o głębi punktów na obrazie. Istnieją jednak techniki pozwalające częściowo uzyskać tę informację, np. stereowizja.